# 閃電小子
閃電小子（英語：Kid Flash）是DC漫畫出版的漫畫出現的虛構人物的名字，最初由John Broome和卡邁恩·因凡蒂諾創作，作為DC漫畫超級英雄閃電俠的初級對手。第一個閃電小子由華利·威斯特擔任。

## 歷代閃電小子

### 華利·威斯特
除了艾莉絲·威斯特之外，Kid Flash是第一個Flash揭幕了他的雙重身份秘密的人。故事中，兩名超速跑車無意中投入了2500萬年，在那裡他們與一群金色的人形生物作戰。 這只是該對的許多時間旅程中的第一個，他們在下一次合作嘗試Flash的Cosmic跑步機。

### 艾莉絲·威斯特
艾莉絲·威斯特是最初出現在Kingdom Come的孩子Flash，這是一個在DC宇宙“近”未來的故事。 雖然這個故事已經被視為獨立的連續性從主要的DC宇宙，角色的版本已經在時間旅行和Hypertime相關的故事。

### 巴特·艾倫
巴特，來自未來的孩子被稱為英雄「脈衝」，在Max Mercury在時間流逝中消失之後，巴特與傑伊·加里克及妻子Joan在Keystone City居住。

### 華利·威斯特II
華利·威斯特II是主要的DC漫畫宇宙的第三代及現任閃電小子。他第一次出現在《閃電年》（Vol. 4）＃3中。他是第五代逆閃電的兒子，以及第一代閃電小子和第三代閃電俠 華利·威斯特的表弟。

## 其他媒體

### 電視
- 綠箭宇宙
  - 《閃電俠》：第二季華利·威斯特登場[3]。第三季成為閃電小子協助閃電俠。
  - 《明日傳奇》：第三季後半季主演登場。
- 動畫《少年正義聯盟》第一季華利·威斯特為閃電小子身份登場，也是團隊創始成員。第二季為拯救地球而犧牲，由巴特·艾倫繼承閃電小子的稱號。

## 資料來源
1. ↑  “Flash”＃120，1961年5月
2. ↑  Flash #125, Dec. 1961
3. ↑  
「少年閃電俠」登場！《閃電俠》第二季卡司最新消息 （页面存档备份，存于） 2015-8-6 HOLY share